# Trump: The Art of the Deal
Trump: The Art of the Deal (Trump: Nghệ thuật Đàm phán) Cuốn sách nhận được sự chú ý nhiều hơn trong chiến dịch năm 2016 của Trump cho chức tổng thống của Hoa Kỳ. Ông trích dẫn nó như là một trong những thành tựu đáng tự hào nhất của mình và cuốn sách yêu thích thứ hai của mình sau Kinh Thánh. . Đồng tác giả Schwartz bày tỏ sự hối tiếc về sự tham gia của ông trong cuốn sách, và cả ông và nhà xuất bản của cuốn sách, Howard Kaminsky, nói rằng Trump đã không đóng vai trò gì trong việc viết ra cuốn sách này. Trump đã đưa ra các tranh cãi xung đột cho câu hỏi ai mới là tác giả cuốn sách 
Đây là cuốn sách đầu tay của Donald Trump. Trump được thuyết phục viết cuốn sách này bởi chủ sở hữu Conde Nast Si Newhouse, sau khi ấn bản tháng 5 năm 1984 của tạp chí GQ với Trump là nhân vật trang bìa bất ngờ bán chạy. Đồng tác giả của cuốn sách là nhà báo Tony Schwartz. Cuốn sách được xuất bản ngày 1 tháng 11 năm 1987 bởi Warner Books.
The Art of the Deal được phát hành ba năm trước khi tình hình tài chính của Trump xuống dốc năm 1991. Một biên tập viên đã gọi Trump là "đại sứ hình ảnh của "Tham lam là Tốt" trong thập niên 1980" dựa trên việc ông tự quảng bá bản thân, sở hữu một tựa sách bán chạy và là một người nổi tiếng. Cụm từ "Tham lam là Tốt" (Greed is Good) bắt nguồn từ bộ phim Wall Street được phát hành sau The Art of the Deal một tháng.

## Tóm tắt nội dung
Trong cuốn sách, Trump kể về thời thơ ấu, khoảng thời gian làm việc tại Brooklyn trước khi chuyển đến Manhattan và gây dựng The Trump Organization từ căn hộ tí hon của mình, quá trình phát triển Hyatt Hotels và Trump Tower, việc sửa chữa Wollman Rink và các dự án khác.
Cuốn sách cũng bao gồm một công thức 11 bước để dẫn đến thành công trong kinh doanh, lấy cảm hứng từ cuốn The Power of Positive Thinking (Sức mạnh của Suy nghĩ Tích cực) của Norman Vincent Peale. Các bước bao gồm bước 1 "Nghĩ lớn", bước 7 "Cho mọi người biết" và bước 10 "Quản lý chi phí".

## Doanh số bán ra
Số đầu sách được tiêu thụ từng là đề tài thảo luận của rất nhiều nguồn tin. Trump tuyên bố trong lần tranh cử tổng thống nhiệm kì 2016 rằng The Art of the Deal là "cuốn sách kinh doanh bán chạy nhất mọi thời đại". Một số nguồn tin cho hay cuốn sách bán được hơn 1 triệu bản. Trong một phân tích chi tiết hơn của Linda Qiu trên Tampa Bay Times, một số cuốn sách kinh doanh khác có doanh số cao hơn The Art of the Deal. Qiu bình luận rằng không thể tìm được chính xác số đầu sách được tiêu thụ, nhưng đưa ra một số phỏng đoán dựa trên những dữ liệu đã biết. Theo như phân tích thì The Art of the Deal đứng thứ năm trong số sáu cuốn sách kinh doanh nổi tiếng khác.

## Donald Trump's The Art of the Deal: The Movie
Một số chi tiết trong cuốn sách đã được sử dụng trong một bộ phim chế năm 2016, Donald Trump's The Art of the Deal: The Movie (Bộ phim về The Art of the Deal của Donald Trump)